# كفاءة الوقود
كفاءة الوقود هي شكل من الكفاءة الحرارية التي تعني كفاءة عملية التحويل الكيميائية لطاقة الوضع الموجودة في حاوية الوقود إلى طاقة حركية أو العمل. تختلف كفاءة الوقود بحسب نوع الأداة أو بحسب نوع التطبيق المراد استخدام الوقود فيه خصوصا في محطات الوقود الأحفوري أو المصانع التي تعتمد على الاحتراق مثل تصنيع الأمونياك خلال عملية هابر.
في حالة النقل، فإن اقتصاد الوقود هو فعالية الطاقة لمركبة معينة، تقدم بشكل نسبة بين المسافة المقطوعة لكل وحدة وقود مستهلكة. هذا يعتمد على كفاءة المحرك، تصميم علبة السرعة والعجلات. يعبر عن اقتصادية الوقود بالميل لكل غالون في الولايات المتحدة أما في المملكة المتحدة يُستخدم الغالون الانكليزي. يعبر عن اقتصادية الوقود في الدول التي تستعمل النظام المتري باللتر لكل 100 كيلومتر. يستعمل اللتر لكل ميل في النرويج والسويد.

## تصميم المركبة
تعتمد كفاءة الوقود على عدة متغيرات في المركبة، مثل متغيرات المحرك، مقاومة المائع، الوزن، مقاومة التدحرج (بالإنجليزية: Rolling resistance)‏.
تستخدم السيارة الهجينة نوعين أو أكثر من مصادر الطاقة لتحريكها. في الكثير من التصميمات، يجمع محرك احتراق داخي مع محركات كهربائية. تفقد الطاقة الحركية إلى حرارة بطريقة أو بأخرى خلال استخدام المكابح والتي تسترد كطاقة كهربائية لتحسين كفاءة الوقود. يتوقف المحرك عن العمل أليا عندما تقف المركبة ويعمل مرة أخرى عندما تضغط على دواسة الوقود مما يمنع فقدان الطاقة أثناء الوقوف.

## محتوى الطاقة في الوقود
المحتوى النوعي للطاقة في الوقود هو الطاقة الحرارية المكتسبة عندما يُحرق كمية معينة منه. يطلق أحيانا عليه حرارة الاحتراق. يوجد قيمتان مختلفتان للطاقة الحرارية النوعية لنفس الوقود. الأول هو إجمالي حرارة الاحتراق والثاني هو صافي حرارة الاحتراق. تكتسب القيمة الإجمالية عندما ينطلق الماء بشكل سائل بعد الاحتراق. أما بالنسبة للقيمة الصافية، تكون عندما ينطلق الماء بشكل بخار. بما أن بخار الماء يعطي طاقة حرارية عندما يتحول من بخار إلى سائل، والقيمة الإجمالية تشمل الحرارة الكامنة من تبخر الماء فإنها أكبر. الفرق بين القيمة الإجمالية والصافية واضح، حوالي 8 أو 9%.
| نوع الوقود                                            | كثافة الطاقة بالحجوم | كثافة الطاقة بالكتل | وحدة حرارية بريطانية/غالون | وحدة حرارية بريطانية/غالون أمريكي | رقم أوكتان                        |
| ----------------------------------------------------- | -------------------- | ------------------- | -------------------------- | --------------------------------- | --------------------------------- |
| عادي بنزين                                            | 34.8                 | ~47                 | 150,100                    | 125,000                           | Min. 91                           |
| ممتاز بنزين                                           |                      | ~46                 |                            |                                   | Min. 95                           |
| غاز السيارات (غاز نفطي مسال) (60% بروبان و 40% بوتان) | 25.5–28.7            | ~51                 |                            |                                   | 108–110                           |
| إيثانول                                               | 23.5                 | 31.1                | 101,600                    | 84,600                            | 129                               |
| ميثانول                                               | 17.9                 | 19.9                | 77,600                     | 64,600                            | 123                               |
| وقود كحولي (10% إيثانول و 90% بنزين)                  | 33.7                 | ~45                 | 145,200                    | 121,000                           | 93/94                             |
| إي85 (85% إيثانول و 15% بنزين)                        | 25.2                 | ~33                 | 108,878                    | 90,660                            | 100–105                           |
| ديزل                                                  | 38.6                 | ~48                 | 166,600                    | 138,700                           | غير معروف (انظر السيتاني)         |
| ديزل حيوي                                             | 35.1                 | 39.9                | 151,600                    | 126,200                           | غير معروف (انظر السيتاني)         |
| زيت الخضروات (باستخدام 9.00 كالوري/غرام)              | 34.3                 | 37.7                | 147,894                    | 123,143                           |                                   |
| بنزين الطائرات                                        | 33.5                 | 46.8                | 144,400                    | 120,200                           | 80-145                            |
| وقود النفاثات،النفط                                   | 35.5                 | 46.6                | 153,100                    | 127,500                           | غير معروف بالنسبة لمحركات النفاثة |
| وقود النفاثات، كيروسين                                | 37.6                 | ~47                 | 162,100                    | 135,000                           | غير معروف بالنسبة لمحركات النفاثة |
| غاز طبيعي مسال                                        | 25.3                 | ~55                 | 109,000                    | 90,800                            |                                   |
| هيدروجين سائل                                         | 9.3                  | ~130                | 40,467                     | 33,696                            |                                   |